# ميخائيل إيفانز (سياسي)
ميخائيل إيفانز (بالإنجليزية: Michael Evans)‏ هو سياسي أمريكي، ولد في 16 سبتمبر 1975 في الولايات المتحدة. حزبياً، نشط في الحزب الديمقراطي. وقد انتخب عضو مجلس نواب مسيسيبي.